# Hadley (Massachusetts)
Hadley es un pueblo ubicado en el condado de Hampshire en el estado estadounidense de Massachusetts. En el Censo de 2010 tenía una población de 5.250 habitantes y una densidad poblacional de 82,38 personas por km².

## Geografía
Hadley se encuentra ubicado en las coordenadas 42°21′23″N 72°34′7″O / 42.35639, -72.56861. Según la Oficina del Censo de los Estados Unidos, Hadley tiene una superficie total de 63.73 km², de la cual 59.79 km² corresponden a tierra firme y (6.18%) 3.94 km² es agua.

## Demografía
Según el censo de 2010, había 5.250 personas residiendo en Hadley. La densidad de población era de 82,38 hab./km². De los 5.250 habitantes, Hadley estaba compuesto por el 91.41% blancos, el 1.94% eran afroamericanos, el 0.17% eran amerindios, el 4.06% eran asiáticos, el 0.02% eran isleños del Pacífico, el 0.78% eran de otras razas y el 1.62% pertenecían a dos o más razas. Del total de la población el 3.1% eran hispanos o latinos de cualquier raza.